# Муртазаєв Каюм
Каюм Муртазайович Муртазаєв (14 серпня 1926, місто Канібадам Ходжентського округу, тепер місто Конібодом, Таджикистан — 25 травня 1982, місто Ташкент, тепер Узбекистан) — радянський партійний діяч, 1-й секретар ЦК ЛКСМ Узбекистану, секретар ЦК ВЛКСМ, 1-й секретар Ташкентського міського і Бухарського обласного комітетів КП Узбекистану. Депутат Верховної ради Узбецької РСР 9-го скликання. Депутат Верховної Ради СРСР 4—9-го скликань.

## Життєпис
Народився в родині робітника. З 1934 по 1942 рік навчався в середній школі № 1 імені Нарімана Наріманова міста Канібадама Таджицької РСР. У 1942 році вступив до комсомолу.
У 1942—1943 роках працював робітником консервного заводу в Канібадамі, робітником бази контори «Узбплодоовоч» у місті Фергані.
У 1944—1948 роках — студент фізико-математичного факультету Ферганського державного педагогічного інституту Узбецької РСР.
Член ВКП(б) з 1948 року.
З липня по грудень 1948 року — 2-й секретар Ферганського міського комітету ЛКСМ Узбекистану.
У грудні 1948 — 1950 року — 1-й секретар Ферганського міського комітету ЛКСМ Узбекистану.
У 1950—1952 роках — 2-й секретар, 1-й секретар Ферганського обласного комітету ЛКСМ Узбекистану.
До грудня 1952 року — секретар ЦК ЛКСМ Узбекистану з кадрів.
У грудні 1952 — квітні 1958 року — 1-й секретар ЦК ЛКСМ Узбекистану.
18 квітня 1958 — 3 лютого 1960 року — секретар ЦК ВЛКСМ.
У лютому 1960 — березні 1965 року — 1-й секретар Ташкентського міського комітету КП Узбекистану.
У березні 1965 — 7 лютого 1977 року — 1-й секретар Бухарського обласного комітету КП Узбекистану.
У лютому 1977 — 25 травня 1982 року — голова Державного комітету з праці Ради міністрів Узбецької РСР.
Помер 25 травня 1982 року після важкої хвороби в місті Ташкенті.

## Нагороди
- орден Леніна
- орден Жовтневої Революції
- два ордени Трудового Червоного Прапора
- медалі
- Заслужений працівник культури Узбецької РСР